# گاه‌شمار خیزش ۱۴۰۱ ایران (دی)
گاه‌شمار خیزش سراسری در دی ماه ۱۴۰۱ شامل رویدادهای اعتراضی این ماه به ترتیب روز می‌شود.

## روزشمار

### ۱ دی
- پارلمان هلند پس از تصویب طرح حمایت از تروریستی اعلام شدن سپاه پاسداران، از اتحادیه اروپا خواست که سپاه پاسداران را به دلیل سرکوب معترضان در خیزش سراسری و ارسال سلاح و پهپاد به روسیه در جنگ با اوکراین، سازمانی تروریستی اعلام کند.[۲۴]
- مردم در شهرهای سمیرم و کامیاران، شبانه تظاهرات کردند و علیه جمهوری اسلامی شعار دادند.[۲۵]
- افزایش دلار آمریکا و ثبت رکورد جدید ۴۰ هزار تومان.[۲۶]

### ۲ دی
- در دوازدهمین جمعه متوالی، جمعیت زیادی از مردم زاهدان تظاهرات کردند و علیه جمهوری اسلامی و سران آن شعار دادند[۲۷]
- ۴۳ نماینده عضو حزب سوسیال دموکرات در پارلمان آلمان، خواستار قرار گرفتن نام سپاه پاسداران در فهرست گروه‌های تروریستی به دلیل سرکوب معترضان در خیزش سراسری و ارسال سلاح و پهپاد به روسیه در جنگ با اوکراین، شدند.[۲۸]

### ۳ دی
- سوم دی ماه و در صدمین روز خیزش سراسری، مردم در مشهد، کرج و چند محله در تهران تجمع کردند و علیه خامنه‌ای و جمهوری اسلامی شعار دادند[۲۹][۳۰]
- در گالیکش استان گلستان، جمعیت انبوهی از مردم در حمایت از مولوی محمدحسین گرگیج، تجمع اعتراضی برگزار کردند.[۳۱]

### ۴ دی
- هم‌زمان با چهلم کشته شدگان در بوکان مردم در خیابان‌ها تجمع کردند و بازاریان شهر دست به اعتصاب زدند. نیروهای امنیتی به سمت مردم گاز اشک‌آور شلیک کردند[۳۲][۳۳]
- در روستای چرسانه در کامیاران مراسم چهلم برهان کرمی با حضور گسترده مردم و با شعار مرگ بر دیکتاتور برگزار شد.[۳۴]
- در خلوص بستک، در استان هرمزگان، سها اعتباری، دختر ۱۲ ساله ایرانی در شامگاه یکشنبه، ۴ دی ماه در جریان تیراندازی یک مأمور لباس‌شخصی پلیس استان هرمزگان کشته شد.[۳۵]

### ۵ دی
- در ایذه جمعیت زیادی در روستای پرچستان گورویی در مراسم یابود چهلم کیان پیرفلک شرکت کردند و علیه جمهوری اسلامی شعار دادند، مردم از مجاهد کورکور حمایت کردند و با شعارهایی نسبت به اجرای حکم اعدام او هشدار دادند.[۳۶][۳۷][۳۸]
- در شهر دشتی در استان هرمزگان مردم در مراسم چهلم حامد ملایی شرکت کردند و علیه حکومت شعار دادند، آن‌ها نسبت به اعدام معترض‌ها هم شعار دادند.[۳۹]
- در سنندج مردم در مراسم چهلم آرام حبیبی و زانیار الله‌مرادی شرکت کردند و علیه حکومت شعار دادند.[۴۰]
- دوشنبه پنجم دی ماه قیمت دلار آمریکا به ۴۱ هزار و ۶۵۰ تومان رسید.[۴۱]
- نیروهای امنیتی، مانع از فرود هواپیمایی که همسر و دختر علی دایی در آن بودند در فرودگاه دبی شدند، و بعد از برگشت هواپیما به خاک ایران، آن‌ها را در فرودگاه جزیره کیش پیاده کردند، دلیل این موضوع را ممنوع‌الخروجی همسر علی دایی به دلیل حمایت از اعتراض و اعتصاب‌ها در جریان خیزش سراسری عنوان کردند. علی دایی ممنوع‌الخروجی همسرش را تکذیب کرد و گفت: خدا را شکر که هواپیما مورد اصابت موشک‌های دشمن قرار نگرفت.[۴۲][۴۳]
- محمد مرادی دانشجوی ایرانی ساکن فرانسه در اعتراض به سرکوب خشونت‌بار معترضین در ایران خودکشی کرد او در دو ویدیو به زبان فرانسوی و فارسی اعلام کرد که هدف او بیش از هر چیزی جلب توجه افکار عمومی کشورهای غربی، به سرکوب مردم در ایران است.[۴۴]
- سارا خادم‌الشریعه در حمایت و همراهی با خیزش سراسری مردم ایران در روز ۵ دی ماه در مسابقات جهانی در حالی که زیر پرچم جمهوری اسلامی بازی می‌کرد بدون حجاب اجباری در مسابقه حاضر شد.[۴۵]

### ۶ دی
- در تبریز یابود مراسم چهلم آیلار حقی با حضور گسترده مردم برگزار شد، این مراسم با حضور مأموران حکومتی به خشونت کشیده شد، پدر آیلار حقی سازمان صدا و سیمای جمهوری اسلامی را مسول تحریف قتل او خواند، پدر آیلار حقی و تعدادی از مردم حاضر در مراسم بازداشت شدند.[۴۶]
- در مهاباد مراسم چهلم، آزاد حسین‌پور، کمال احمدپور و محمد احمدی برگزار شد و مردم علیه حکومت و خامنه‌ای شعار دادند.[۴۷]
- در بوکان مراسم چهلم، هیوا جان‌جان (جانان)، با وجود محاصره آرامستان توسط نیروهای سپاه پاسداران، با حضور گسترده مردم برگزار شد.[۴۸]
- مولوی عبدالحمید در سخنان تندی از برخورد حکومت و رفتارهایی مانند، اعدام، شکنجه‌های سنگین و تجاوز جنسی معترضان انتقاد کرد.[۴۹]

### ۷ دی
- هفتم دی ماه نرخ دلار آمریکا از ۴۳ هزار تومان گذشت و تا آخرین ساعات کاری تا ۴۴ هزار تومان معامله شد.[۵۰]
- دلار هر هفته قیمتی مبهوت کننده ثبت می‌کند؛ و دولت همچنان می‌گوید این افزایش قیمت حبابی است. در بازار گوشت زمينه های گرانی ۵۰ درصدی به گوش می‌رسد و ۱۰۶ قلم دارو وارداتی نایاب شده، فروشندگان برخی لوازم مصرفی دلاری هم دست از فروش کشیده‌اند و بانک‌ها مدت هاست از تقاضا وام جدید سر باز می‌زنند.[۵۱] همچنین برخی نمایندگان همچون کاظم دلخوش، نماینده صومعه سرا مجلس معتقدند که جلسات دولت با مجلس برای کنترل بازار ارز هیچ نتیجه‌ای ندارد و وی نیز در جلسه ۴ دی می‌گوید: «منشأ مشکل را نباید در تقاضای خرد برای دلار در بازار جستجو کرد چرا که ۹۰ درصد ارز کشور در دست دولت است که از محل فروش نفت و پتروشیمی‌ها به دست می‌آید و تنها درصد ناچیزی در دست مردم است»...[۵۲]
- برگزاری مراسم چهلم میلاد معروفی در بوکان با حضور مردم
- در روستای قالوی‌زندان در مهاباد مردم در مراسم چهلم مهران رحمانی از کشته‌شدگان خیزش سراسری شرکت کردند و علیه حکومت شعار دادند[۵۳]
- ایتالیا، سفیر ایران را در اعتراض به سرکوب خیزش سراسری احضار کرد، آنتونیو تاجانی وزیر امور خارجه ایتالیا خواستار توقف اعدام و آزار معترض‌ها شد.[۵۴]
- سخنگوی وزارت خارجه آلمان تأکید کرد که کشورش دلیلی برای از سرگیری مذاکرات هسته‌ای متوقف شده موسوم به برجام نمی‌بیند، او گفت: تمرکز اصلی برلین حمایت از معترضان و مسائل حقوق بشری در ایران است نه احیای برجام.[۵۵]

### ۸ دی
- در روستای عمادآباد مرودشت مردم در مراسم یابود چهلم آرمان عمادی از کشته‌شدگان خیزش شرکت کردند و علیه حکومت شعار دادند[۵۶]
- در ایذه مردم در مراسم چهلم سپهر مقصودی، شرکت کردند. حاضران در مراسم کشته‌شدگان ایذه با سر دادن شعارهای، «حکومت بچه‌کش، نمی‌خوایم، نمی‌خوایم»، «بسیجی، سپاهی، داعش ما شمایی» و «مجاهد اعدام بشه، اینجا قیامت می‌شه»، از مجاهد کورکور حمایت کردند[۵۷]
- در ایذه مردم در مراسم چهلم رضا شریعتی شرکت کردند.[۵۸]
- در ایذه مردم در جریان مراسم چهلم میلاد سعیدیان‌جو شعار «خامنه‌ای قاتله، حکومتش باطله» سر دادند.[۵۹]
- در سمیرم جمعیت زیادی از مردم در مراسم یابود چهلم علی عباسی شرکت کردند، خواهر علی عباسی برای مردم سخنرانی کرد.[۶۰][۶۱]
- در خوراسگان اصفهان، مردم در مراسم چهلم جواد موسوی از کشته‌شدگان خیزش شرکت کردند.[۶۲]
- در بوکان مردم در مراسم چهلم سلیمان شکری از کشته‌شدگان خیزش سراسری شرکت کردند.
- در دهگلان مردم در مراسم چهلم محسن نیازی شرکت کردند و شعار «مرگ بر خامنه‌ای» سر دادند.[۶۳]
- در اهواز مراسم چهلم عاطفه نعامی، یکی از کشته‌شدگان خیزش ۱۴۰۱ ایران برگزار شد. مراسم چهلم وی به صحنه‌ای از اعتراضات ضد حکومتی تبدیل شد، زنان حاضر در این مراسم به نشانه اعتراض، حجاب خود را از سر برداشتند و شعارهای ضد‌ حکومتی سر دادند.[۶۴]
- در تهران مراسم چهلم حمیدرضا روحی با حضور مردم معترض در بهشت زهرا، با وجود جو امنیتی برگزار شد و مردم شعار می‌دادند «حمیدرضا نمرده، سید علیه که مرده». مأموران امنیتی به مردم معترض حمله کردند.[۶۵]
- در شیراز مردم با حضور گسترده خود از بازگشت هادی چوپان که در آمریکا قهرمان مسابقات مستر المپیا شده بود استقبال کردند، هادی چوپان بعد از قهرمانی جایزه‌اش را تقدیم به مردم به ویژه زنان ایرانی کرده بود، مردم در مراسم استقبال شعار «باشرف باشرف» سر دادند.[۶۶]

### ۹ دی
- در سیزدهمین جمعه متوالی، جمعیت انبوهی از مردم زاهدان و خاش تظاهرات کردند و علیه جمهوری اسلامی و سران آن، سپاه و بسیج، شعار دادند.[۶۷]
- در پیرانشهر مردم مراسم یادبود چهلم کاروان قادرشاکری نوجوان ۱۶ ساله را برگزار کردند و شعارهای «شهید نمی‌میرد» و «زن، زندگی، آزادی» سر دادند، مادر کاروان قادرشاکری برای مردم سخنرانی کرد.[۶۸]
- در خرم‌آباد مردم در مراسم یادبود چهلم حسین زرین‌جویی از کشته‌شده‌های خیزش شرکت کردند.[۶۹]
- در ایذه، پس از آن‌که حکومت پیکر محمود احمدی یکی از دو تن کشته شده در حمله مسلحانه نیروهای امنیتی به روستای «پرسیلا» و «پیون»، را به خانواده‌اش تحویل نداد؛ مردم در اقدامی نمادین لباس او را به خاک سپردند[۷۰]
- هفته چهاردهم مسابقات فوتبال لیگ برتر، طبق هفته‌های قبل، تحت تأثیر خیزش سراسری مردم، بدون تماشاگر برگزار شد.
- گروهی از ایرانیان مقیم نروژ روز جمعه نهم دی ماه مقابل ساختمان‌ها و سازمان‌های دولتی این کشور، با تأکید بر حفاظت از امنیت جانی معترضان و پاسخگو کردن جمهوری اسلامی، تجمع کردند.[۷۱]

### ۱۰ دی
- در جوانرود مردم در مراسم یابود چهلم هفت تن از کشته‌شده‌های خیزش سراسری با نام‌های، عرفان کاکایی، بهاالدین ویسی، تحسین میری، مسعود تیموری، جمال اعظمی، جوهر فتاحی و اسماعیل گل‌عنبر که در روزهای ۲۹ و ۳۰ آبان ماه در جریان درگیری‌های جوانرود به دست نیروهای حکومتی کشته شدند در آرامستان حاجی‌ابراهیم جوانرود شرکت کردند، نیروهای سپاه پاسداران، آرامستان را محاصره کردند.[۷۲]این مراسم یابود و اعتراضی با حمله نیروهای حکومتی به خشونت کشیده شد، تعداد زیادی از مردم زخمی و یک نفر با نام برهان الیاسی به دست نیروهای حکومتی کشته شد.[۷۳] تعداد زیادی از مردم جوانرود در مراسم تشیع و خاک‌سپاری برهان الیاسی در آرامستان حسن گایر جوانرود شرکت کردند.[۷۴][۷۵]
- مهدی زارع اشکذری که تنها چند ساعت پس از آزادی موقت بر اثر شکنجه به کما رفت پس از ۲۰ روز در بیمارستان جان باخت. روزبه از دوستان مهدی زارع در ایتالیا می‌گوید پیکر مهدی را با اخذ تعهد برای اعلام «خودکشی» به عنوان علت مرگ به خانواده تحویل دادند؛ و به خانواده او اجازه داده نشد که پیکر او را جهت بررسی به پزشکی قانونی منتقل کنند. مهدی زارع همچنین پس از آزادی ویدیویی از خودش ضبط کرده بود که در آن به زبان ایتالیایی و با خنده می‌گوید: «ببینید چیکار کردن…» و به دوستانش در ایتالیا ارسال می‌کند.[۷۶]
- در نجف‌آباد، مردم به خیابان آمدند و علیه جمهوری اسلامی شعار دادند.[۷۷]
- در سمیرم، مردم به خیابان آمدند و علیه جمهوری اسلامی شعار دادند، تجمع‌های اعتراضی تا شب ادامه داشت.
- مرتضی عمومهدی، جانشین فرماندهی سپاه اصفهان از کشته شدن یک بسیجی به نام «محسن رضایی» در اعتراضات خبر داد.[۷۸]
- در بازار تهران، مردم تجمع کردند و علیه حکومت شعار دادند، نیروهای امنیتی به مردم حمله کردند، کسبه قسمت‌هایی از بازار را تعطیل کرده و اعتصاب کردند[۷۹]
- کارکنان رسمی پالایشگاه نفت آبادان، اعتصاب کردند و تجمع اعتراضی برپا کردند.[۸۰]
- کارکنان رسمی میدان نفتی آذر در استان ایلام، اعتصاب کردند و تجمع اعتراضی برپا کردند.[۸۱]
- کارکنان رسمی شرکت پالایش نفت شازند اراک، اعتصاب کردند و تجمع اعتراضی برپا کردند.[۸۲]
- ادامه هفته چهاردهم مسابقات فوتبال لیگ برتر، طبق هفته‌های قبل، تحت تأثیر خیزش سراسری مردم، بدون تماشاگر برگزار شد.
- ژولین برژتون، سناتور مجلس سنای فرانسه، کفالت سیاسی مهدی بهمن، از بازداشت‌شدگان خیزش سراسری را بر عهده گرفت.[۸۳]

### ۱۱ دی
- نیروهای جمهوری اسلامی از حوالی ۵ صبح این روز، به منزل کشته‌شدگان آبان ۱۴۰۱ در سمیرم یورش بردند و خواهر علی عباسی و دو برادر مراد بهرامیان را دستگیر کردند.[۸۴]
- در اولین روز سال نو میلادی گزارش سالانه از ۴۹ کشته و۲۱۵ کولبر زخمی خبر می‌دهد؛ که تیراندازی عامل کشته شدن بیش از ۶۷ درصد کشته‌شدگان (۲۹ نفر) و عامل مصدومیت ۷۴ تن از کولبران بوده و سقوط از کوه و ارتفاع، ضرب و شتم به دست مرزبانان، تصادف در مسیر کولبری، انفجار مین و یخ‌زدگی از سرما از دیگر عوامل مؤثر در مصدومیت کولبران در سال ۲۰۲۲ در ایران بوده‌است.[۸۵]

### ۱۲ دی
- دیوان عالی کشور در روز ۱۲ دی در دومین جلسه رسیدگی حکم اعدام محمدمهدی کرمی و سید محمد حسینی متهم به قتل روح‌الله عجمیان، را «ابرام» کرد. محمدحسین آقاسی، وکیل تعیینی خانواده کرمی به روزنامه اعتماد می‌گوید: «با وجود، نامه مستشار دیوان عالی و توصیه رئیس دادگستری البرز که به قاضی پرونده اعلام کردند با نامبرده همکاری شود، رئیس شعبه یک دادگاه انقلاب کرج می‌گوید اجازه حضور وکیل در این پرونده را هنوز صادر نکرده‌است.» خانواده نیز می‌گوید وکیل تسخیری که دادگاه برای او تعیین کرد حتی به تماس‌های تلفنیشان پاسخ نداد و حاضر به دادن آدرس دفتر کار خود نیز نشده‌است.[۸۶]
- همچنین حکم اعدام سه متهم دیگر همین پرونده حمید قره‌حسنلو، حسین محمدی و رضا آریا را به دلیل «نقص در تحقیقات» لغو کرد.[۸۶]
- ایرانیان ساکن بولونیا دوشنبه، شب دوم ژانویه در مقابل دانشگاه بولونیا، محل تحصیل مهدی زارع تجمع و برای او مراسم یادبود برگزار کردند؛ و دانشگاه نیز بیانیه‌ای در ابراز ناراحتی از مرگ مهدی زارع و وضعیت معترضان در ایران منتشر کرد.[۷۶]
- در مهاباد مردم در مراسم یادبود چهلم شمال خدیری‌پور شرکت کردند و علیه حکومت شعار دادند.

### ۱۳ دی
- خبرگزاری هرانا، در سه‌شنبه ۱۳ دی از یکی دیگر از جوان‌ترین معترض محکوم به اعدام "عرشیا تک‌دستان"، خبر داد. جوان ۱۸ ساله که در جریان اعتراضات سراسری ۳۰ شهریور نوشهر واقع در استان مازندران بازداشت و شعبه اول دادگاه انقلاب ساری او را به اتهام‌های «افساد فی الارض» و «محاربه» به اعدام محکوم کرد.[۸۷]پیش از او مهدی محمدی‌فرد، جوان ۱۸ ساله دیگری از نوشهر نیز به دو بار اعدام محکوم شده‌است.[۸۸]
- نواب ابراهیمی، آشپز پس از انتشار پستی دربارهٔ آموزش «کتلت» در ۱۳ دی ۱۴۰۱ در سال مرگ قاسم سلیمانی بازداشت شد. همچنین کافه او در تهران پلمپ و صفحه کاربری او با ۲٫۷ میلیون مخاطب در اینستاگرام غیرفعال شد.[۸۹]

### ۱۴ دی
- سخنگوی قوه قضاییه از صدور کیفرخواست دو شهروند فرانسوی و یک شهروند بلژیکی به اتهام جاسوسی خبر می‌دهد. وزیر امور خارجه فرانسه در نوامبر ۲۰۲۲ می‌گوید در مجموع هفت شهروند فرانسوی در ایران بازداشت اند. سخنگوی قوه قضائیه پیش تر در ۱۵ تیر ماه در مورد دو شهروند عضو فدراسیون آموزش و سندیکای «نیروی کار» فرانسه و همسرش می‌گوید «پرونده دو تبعه فرانسوی واجد محرمانگی است» و آن را «غیرقابل قیاس با پرونده حمید نوری در سوئد و اسدی در بلژیک می‌داند» که همین عدم شفاف سازی‌ها به فرضیه سناریو سازی برای استرداد و تبادل زندانیان دامن می‌زند.[۹۰]
- دادگاه قانون اساسی بلژیک در ماه دسامبر ۲۰۲۲ «معاهده تبادل زندانیان بین این کشور و حکومت جمهوری اسلامی» را با وجود اعلام خبر محکومیت به ۲۸ سال زندان اولیویه فانده‌کاستیل، امدادگر بلژیکی ۴۱ ساله، تعلیق کرد. دولت بلژیک همچنان تأکید می‌کند که این معاهده تنها راه تضمین آزادی امدادگر بلژیکی است. گفته می‌شود در صورت اجرا این معاهده، زمینه آزادی اسدالله اسدی، دیپلمات ایرانی را که به جرم طراحی بمب‌گذاری در بلژیک به ۲۰ سال حبس محکوم شده بود؛ فراهم می‌شود.[۹۱] سرانجام در تاریخ ۲۰ دی دادگاه انقلاب با اعلام حکم رسمی او را به ۴۰ سال زندان و۷۴ ضربه شلاق محکوم کرد.[۹۲]
- رسانه‌های دولتی نیز پیش تر در ۲آذرماه از بازداشت ۴۰ نفر از اتباع سایر کشورها دخیل در جنبش «زن، زندگی، آزادی» یا به قول خودشان اغتشاشات خبر داده بودند.[۹۱]
- هفته پانزدهم مسابقات فوتبال لیگ برتر، طبق هفته‌های قبل، تحت تأثیر خیزش سراسری مردم، بدون تماشاگر برگزار شد.

### ۱۵ دی
- مهدی بیک، روزنامه‌نگار و دبیر سرویس سیاسی روزنامه اعتماد در شامگاه پنجشنبه ۱۵ دی ۱۴۰۱ بازداشت شد. به گفته همسر او، مأموران امنیتی موبایل، لپ‌تاپ و وسایل مهدی بیک را در جریان بازداشتش ضبط کرده‌اند.[۹۳]
- با وجود تداوین امنیتی مردم ایذه در چهلم حامد سلحشور حاضر شدند و شعار دادند. برخی نیز در بنری نوشته بودند: «این سر برای هیچ رژیمی خَم شدنی نیست و از یاد نبر خون را»[۹۴]
- در مهاباد، صبح ۱۵ دی شماری از مردم در مراسم یادبود چهلم شورش نیکنام در آرامگاهش در روستای قلعه‌جوغه حاضر شدند و علیه حکومت شعار دادند، شورش نیکنام ۲۶ آبان در مهاباد به ضرب گلوله مأموران حکومتی مجروح شد و ۵ آذر در بیمارستان جان باخت. همچنین مادر شورش به نشانه آرزوی صلح یک کبوتر را به شکل نمادین آزاد کرد.[۹۴]
- حضور نیروهای امنیتی در شهرهایی که احتمال تظاهرات شبانه محله‌محور در آنجا بالاست افزایش یافته‌اند. در جوانرود، ایذه و زاهدان بازداشت دسته جمعی معترضان دیده می‌شود.[۹۴]
- در اشکذر مراسم یادبود هفتم مهدی زارع اشکذری برگزار شد، مردم شعار دادند: «هر یه نفر کشته شه، هزار نفر پشتشه» و «فقر فساد گرونی، می‌ریم تا سرنگونی»
- در کنگاور با حضور پرشمار مردم، مراسم چهلم احسان قاسمی‌فر برگزار شد، مردم معترض شعار دادند، «این گل پرپرشده، هدیه به میهن شده»
- در ایلام، مردم به همراه خانواده، محسن قیصری، از کشته‌شده‌های خیزش، بر سر مزارش مراسم تولد او را برگزار کردند.[۹۵]
- به گزارش «کمپین فعالین بلوچ»، نیروهای امنیتی در زاهدان از روز دوشنبه ۱۲ دی صدها تن از شهروندان بلوچ، از جمله شماری از کودکان که بیشتر آن‌ها فاقد شناسنامه هستند را بازداشت و به مکان نامعلومی منتقل کرده‌اند. بسیاری از این بازداشت‌شدگان شناسنامه ندارند و مقامات قضایی و نظامی سیستان و بلوچستان آن‌ها را «اتباع بیگانه» عنوان کرده‌اند. رسانه حکومتی نیز این بازداشت‌شدگان را «کنترل اراذل و اوباش» می‌خواند در حالی که گفته می‌شود نیروهای نظامی در فلکه کارگر زاهدان با زیرگرفتن شماری از کارگران بلوچ با خودرو و با خشونت آن را بازداشت کرده‌است.[۹۶]
- ادامه هفته پانزدهم مسابقات فوتبال لیگ برتر، طبق هفته‌های قبل، تحت تأثیر خیزش سراسری مردم، بدون تماشاگر برگزار شد.

### ۱۶ دی
- شامگاه جمعه ۱۶ دی معترضان در یزد، مشهد، سنندج و تهران دست به اعتراضات شبانه زدند و شعارهای ضد حکومتی سردادند. در مشهد بنرهای تبلیغاتی سالگرد کشته شدن قاسم سلیمانی را در یکی از خیابان‌های اصلی این شهر به آتش کشیده شد.[۹۷][۹۸]
- در چهاردهمین هفته متوالی از جمعه خونین زاهدان مردم زاهدان به خیابان آمدند و شعارهای «امسال سال خونه، سیدعلی سرنگونه»، «مرگ بر دیکتاتور»، «مرگ بر خامنه‌ای»، «حکومت کودک‌کش نمی‌خوایم نمی‌خوایم» و همچنین شعارهای عدالت‌خواهانه‌ای همچون «نه کولبری نه سوخت‌بری، آزادی و برابری»، سر دادند.[۹۹]
- یلدا معیری، عکاس خبری که به دلیل عکاسی از اعتراضات اخیر و حمایت در فضای مجازی بازداشت شده بود. در روز ۲۹ آذر پس از گذراندن ۳۲ روز در بند ۲-الف سپاه پاسداران و ۶۰ روز در زندان قرچک ورامین با قید وثیقه آزاد شد. روز جمعه ۱۶ دی با انتشار ویدیویی در اینستاگرام با لباس پاکبانی می‌گوید:«وقتی حق ندارد از واقعیت کشورش عکسبرداری کند؛ با کمال میل از امروز نه در پارک بانوان بلکه از خیابان‌های که جوانی خود را در آن گذرانده‌است این کار را آغاز می‌کند.» دادگاه علاوه بر حکم شش سال حبس تعزیری، برای او مجازات‌های تکمیلی از جمله «خدمات پاکبانی دوماهه، تهیه یک پژوهش ۱۰۰ صفحه‌ای از آثار مرتضی مطهری، منع خروج از کشور و استفاده از فضای مجازی به مدت دو سال» صادر کرده‌است.[۱۰۰]

### ۱۷ دی
- صبح شنبه ۱۷ دی جمهوری اسلامی، محمدمهدی کرمی و سید محمد حسینی را مانند دو معترض قبلی بعد از خواندن اذان صبح اعدام کرد.[۱۰۱]
- بعد از تغییر رئیس بانک مرکزی در ۸ دی ۱۴۰۱ نرخ دلار روند نزولی داشت و به زیر ۴۰ هزار تومان کاهش یافت، اما باز هم در روز شنبه ۱۷ دی ماه با افزایشی نزدیک به ۱۱۰۰ تومانی تا ۴۱ هزار و ۲۵۰ تومان اوج گرفت.[۱۰۲]

### ۱۸ دی
- در همبستگی با خانواده‌های قربانیان در سومین سالگرد سرنگونی پرواز پی اس ۷۵۲ و محکومیت اعدام محمد مهدی کرمی و محمد حسینی تجمعاتی در خارج از کشور برگزارشد، در داخل نیز بسیاری از مغازه‌ها شهرهای کرد از جمله سنندج، سقز، بوکان، کرمانشاه و آبدانان در استان ایلام بسته ماندند. دانشجویان در واکنش به تداوم سرکوب، بازداشت هم دانشگاهی‌هایشان و اعدام‌ها به شکل‌های گوناگون اعتراض کردند و نام بسیاری از کشته‌شدگان به دست جمهوری اسلامی را بر دیوارها و تابلوهای دانشگاه نقش بست. در نجف‌آباد مردم در میدان مرکزی تجمع کردند و شعارهایی همچون «هیز تویی، هرزه تویی، زن آزاده منم»، «تا آخوند کفن نشود این وطن وطن نشود» و «هر یه نفر کشته شه، هزار نفر پشتشه» در ویدیوها به گوش می‌رسد.[۱۰۳]
- معترضان در خیابان انقلاب تهران، راهپیمایی کرده و شعار «مرگ بر جمهوری اعدامی» سر دادند.[۱۰۴]
- گروهی از معترضان در خیابان ستارخان تهران با شعار مرگ بر دیکتاتور دست به اعتراض زدند.[۱۰۵]
- در صادقیه تهران نیز مردم با سر دادن شعار «مرگ بر دیکتاتور» و «امسال سال خونه، سید علی سرنگونه»، تظاهرات ضد حکومتی بر پا کردند.[۱۰۶]
- بر طبق گزارش شبکه‌های اجتماعی در تهران پارس تهران نیز اعتراضات تداوم داشت[۱۰۷]
- در شهرستان قزوین نیز مردم در شامگاه ۱۸ دی به تجمع اعتراضی دست زده و شعار دادند: «این همه سال جنایت، مرگ بر این ولایت»، «ننگ ما، ننگ ما، رهبر الدنگ ما»[۱۰۸]
- بر اساس گزارش شبکه‌های اجتماعی در سنندج و مهاباد نیز جوانان با سر دادن شعارهای ضد حکومتی دست به اعتراض زدند.[۱۰۹]
- بر طبق گزارش‌های شبکه‌های اجتماعی در منطقه حکیم نظامی اصفهان، گروهی از مردم شعار می‌دادند «هر یه نفر کشته شه هزار نفر پشتشه». در مشهد نیز گروهی از مردم شعار می‌دادند «فقر فساد گرونی میریم تا سرنگونی».[۱۱۰]

### ۱۹ دی
- پاپ فرانسیس، رهبر کاتولیک‌های جهان، اعدام معترضان خیزش ۱۴۰۱ ایران را محکوم کرده و خواستار احترام بیشتر به حقوق زنان شد.[۱۱۱]
- در پی اخبار اعدام و انتقال به انفرادی محمد قبادلو(۱۹ ساله) و محمد بروغنی(۲۲ ساله) مردم مقابل زندان رجایی شهر تجمع کردند. فعالان مدنی در شبکات اجتماعی فراخوان داده بودند با توجه به تأیید احکام آنها از سوی دیوان عالی، انتقال به انفرادی می‌تواند به معنی این باشد که آنها در آستانه اجرای حکم اعدام قرار دارند.[۱۱۲]
- نازیلا معروفیان ۲۳ ساله، اهل سقز، روزنامه‌نگار «رویداد ۲۴» و دانشجوی دانشگاه علامه طباطبایی که بعد از انتشار مصاحبه‌اش با امجد امینی، پدر ژینا (مهسا) امینی در تاریخ هشتم آبان ماه در منزل یکی از دوستان‌اش در تهران بازداشت شده بود. در دوشنبه ۱۹ دی بعد از گذشت ۷۲ روز، با قرار وثیقه ۶۰۰ میلیون تومانی به صورت موقت از زندان قرچک ورامین آزاد شد.[۱۱۳]مصاحبه نازیلا معروفیان با پدر ژینا (مهسا) امینی در وب‌سایت «مستقل‌آنلاین» منتشر شده بود؛ اما این مصاحبه سپس بدون ارائه هیچ توضیحی از وب‌سایت این خبرگزاری حذف شد. همچنین خبر آنفارکتوس خفیف (سکته قلبی) او در دوران بازداشت نیز پیش تر خبر ساز شده بود.

### ۲۰ دی
- شورای هماهنگی تشکل‌های صنفی فرهنگیان ایران با انتشار بیانیه‌ای به اعدام جوان‌هایی که در جریان اعتراضات سراسری دستگیر شده و بدون تشریفات حقوقی محکوم شده‌اند؛ واکنش نشان داد. بخشی از بیانه:«چرا اجازه برگزاری دادگاه علنی به این متهمان نمی‌دهند؟ چرا وکلای انتخابی و تعیینی حق ورود برای دفاع از آن‌ها را ندارند؟ چرا اساساً، شفاف‌سازی پیرامون این پرونده‌ها و قانع کردن افکار عمومی برای حاکمیت کمترین ارزشی ندارد؟» بیانیه همچنین به این موضوع پرداخته که «حاکمیت مدعی حکومت مستضعفان و فقرا اینک، برای مجازات سراغ فقیرترین و بی‌بهره‌مندترین و در عین حال شریف‌ترین لایه‌های طبقاتی جامعه رفته تا دریابیم علی‌رغم این شعارهای فریبنده در چهار دهه، دین و اخلاق و همه هنجارها تنها سرپوشی برای چپاول و غارت بیشتر سرمایه‌های مادی و معنوی مردم این سرزمین بوده‌است». در این بیانیه به حکم اعدام محمد قبادلو و محمد بروغنی هم اشاره شده‌است که قرار بود سحرگاه ۱۹ دی اجرا شود اما حضور خانواده‌های آن‌ها و مردم در مقابل زندان رجایی‌شهر مانع از آن شد. شورای هماهنگی گفته‌است حضور مردم «نشان داد که همبستگی و اتحاد جمعی چگونه می‌تواند موجب پیروزی شود».[۱۱۴]
- به‌گزارش روزنامه «هم‌میهن» موج اخراج استادان دانشگاه در ایران ادامه دارد و رضا امیدی و کوشا گرجی‌صفت، دو تن از استادان دانشکده علوم اجتماعی دانشگاه تهران نیز در یک هفته اخیر اخراج شدند. در چند هفته گذشته عده‌ای از استادان رشته‌های علوم اجتماعی، از جمله محمد فاضلی از دانشکده ادبیات و علوم انسانی دانشگاه بهشتی و آرش اباذری، استاد فلسفه دانشگاه شریف تهران اخراج شده بودند. محسن برهانی استاد حقوق دانشگاه تهران به دلیل انتقاد از اعدام جوانان معترض اخراج شد و سعید مدنی، جامعه‌شناس، روزنامه‌نگار و فعال ملی- مذهبی نیز به اتهام «تبلیغ علیه نظام جمهوری‌اسلامی» به تحمل ۸ سال حبس و به اتهام «تشکیل و اداره گروه‌های معاند نظام» به تحمل یک سال حبس محکوم و همچنین ممنوع‌الخروج شد.[۱۱۵]
- خبرگزاری میزان، وابسته به قوه قضائیه جمهوری اسلامی سه‌شنبه ۲۰ دی به‌نقل از دادگاه انقلاب اسلامی ساری می‌گوید؛ جواد روحی، ۳۵ ساله که به او عنوان "لیدر اغتشاشات" در نوشهرِ مازندران داده‌اند به "سه بار اعدام" محکوم شده‌است. دادگاه انقلاب ساری او را به «افساد فی‌الارض»، «احتراق و تخریب اموال»، «تحریک برخی از شهروندان به ایجاد ناامنی و اجتماع و تبانی برای ارتکاب جرم بر ضد امنیت داخلی کشور»، «آتش‌زدن قرآن و توهین به مقدسات» متهم کرده و ملاک را اعترافات اجباری او قرار داده‌است.[۱۱۶] او در دادگاه گفت برای اعتراف اجباری تحت شکنجه قرار گرفته‌است و وکیل تسخیری او نیز در تصدیق حرف او گفت مدرکی منبی بر مشارکت او در اتهامات انتسابی وجود ندارد.[۱۱۷]
- بلژیک سفیر جمهوری اسلامی را به‌دلیل محکومیت سنگین شهروند خود در ایران احضار کرد[۱۱۸]
- تجمع کارکنان پتروشیمی مبین در اعتراض به عدم شفافیت مدیران و ادامه داشتن اعتراض کارکنان سکوهای گاز که به دلیل عدم اجرای قانون ماده ۱۰ در ۱۵ دی آغاز شد و ۳۵ سکو از ۳۷ سکوی گازی را دربر گرفت[۱۱۹]

### ۲۱ دی
- سخنرانی مولوی عبدالحمید در دیدار با سران طوایف، معتمدان، علما و دانشگاهیان زاهدان و خاش، ۲۱ دی ۱۴۰۱ برای پایان اعتراضات گفت خواسته‌های ما ملی و مطالبات ملت ایران است.

### ۲۲ دی
- سحرگاه ۲۲ دی علیرضا اکبری توسط جمهوری اسلامی اعدام شد. خبرگزاری رسمی دولت (ایرنا) شامگاه پنجشنبه ۱۲ ژانویه/ ۲۲ دی ویدئویی تقطیع شده از اعترافات علیرضا اکبری، معاون پیشین وزارت دفاع ایران را منتشر کرد؛ که در این ویدئو اکبری متهم شده‌است که در ترور محسن فخری‌زاده دست داشته‌است.[۱۲۰]
- مراسم خاکسپاری محمد مرادی، دانشجوی تاریخ ساکن شهر لیون که روز دوشنبه ۲۶ دسامبر (۵ دی) در اعتراض به سرکوب اعتراضات در ایران و با هدف جلب توجه جامعه جهانی دست به خودکشی زد. روز پنج‌شنبه ۱۲ ژانویه، با حضور همسرش و جمعی از ایرانیان برگزار شد.[۱۲۱]

### ۲۳ دی
- در پانزدهمین هفته متوالی از جمعه خونین زاهدان مردم زاهدان حاضر شده و علیه حکومت و سید علی خامنه‌ای شعار دادند.
- رئیس مجلس لبنان در ۲۲ دی به العربی جدید در مورد سفر ناگهانی و از قبل تنظیم نشده امیر عبداللهیان می‌گوید. حسین امیرعبداللهیان به لبنان برای اعلام تشکیل نیروگاه در لبنان و کمک رسانی برق و سپس به روسیه برای احیای برجام و توافق منطقه آزاد تجاری بین ایران و روسیه سفر کرد[۱۲۲] و در حالی که اخبار اخراج کارمند، دانشجویان و دانش آموزان زن توسط طالبان هنوز تازه است می‌گوید: «رابطه گسترده‌ای با طالبان داریم ولی هنوز آن‌ها را به عنوان حکومت قانونی به رسمیت نشناخته‌ایم اما در حوزه‌های مختلف با هیئت حاکمه ارتباط و گفت‌وگو داریم» او اتفاقات رخ داده در افغانستان را محکوم می‌کند اما معتقد است: «جمهوری اسلامی ایران دارد به حمایت‌های خود از مردم افغانستان و تجارت با این کشور همسایه برای کمک به مردم افغانستان ادامه می‌دهد.»[۱۲۳] در ادامه سفرهای ناگهانی امیر عبداللهیان، پس از آنکه روسیه دیدار امیر عبداللهیان با لاوروف را ساعاتی پیش از پرواز به مسکو لغو می‌کند؛ او عازم ترکیه می‌شود و در ۲۷ دی در ترکیه می‌گوید: «مهسا امینی به مرگ طبیعی درگذشت» و می‌گوید: «زنان در ایران آزادی دارند.»
- نسیم سلطان‌بیگی، روزنامه‌نگار و فعال دانشجویی سابق بازداشت شد. نهادهای امنیتی و قضایی جمهوری اسلامی پیش از این نیز نسیم سلطان‌بیگی را در سال ۱۳۸۵ و نیز آذر ۱۳۸۶ در تجمع اعضای کمپین یک‌میلیون امضا در تهران و سپس در مرداد ۱۳۸۹ او را به اتهام «تبلیغ علیه نظام، اجتماع و تبانی برای برهم زدن امنیت کشور» بازداشت کرده بودند. انجمن صنفی روزنامه‌نگاران استان تهران گفته‌است از آغاز اعتراضات سراسری در شهریور سال جاری تا کنون ۷۰ روزنامه‌نگار در ایران بازداشت شده‌اند که ۳۰ نفر از آن‌ها همچنان در زندان‌ها به‌سر می‌برند.[۱۲۴]
- سحر شهنازی، مادر و سرپرست کودک در پی اعتصاب غذا در اوین دچار مشکلات جسمی بسیاری شده‌است.[۱۲۵]

### ۲۴ دی
- جیمز کلورلی، وزیر امور خارجه بریتانیا روز شنبه گفت که کشورش پس از اعدام علیرضا اکبری، تبعه ایرانی-انگلیسی، محمدجعفر منتظری، دادستان کل جمهوری اسلامی را تحریم کرده‌است. کلورلی در توییتر خود نوشت: «تحریم امروز او نشان دهنده انزجار ما از اعدام علیرضا اکبری است؛ و دادستان کل مهره کلیدی در استفاده جمهوری اسلامی از مجازات اعدام است. ما رژیم (جمهوری اسلامی) را مسئول نقض فاحش حقوق بشر می‌دانیم.»[۱۲۶]
- شوراهای صنفی دانشجویان در گزارشی به خودکشی اعلام شدن مرگ دنیا فرهادی اعتراض کردند و می‌گویند: «دنیا فرهادی، دانشجویی که شانزدهم آذر در اهواز ناپدید و پیکر بی‌جانش هشت روز بعد دور از شهر و در حاشیه کارون پیدا شد، برخلاف آنچه رسانه‌های حکومتی در ایران عنوان کرده بودند، نه در اثر «خودکشی» بلکه ساعتی پس از «درگیری کلامی با بسیجی های دانشگاه»، در محدوده روستایی به نام مظفریه و با اصابت «گلوله» پیدا شده‌است.» دنیا فرهادی چهارشنبه ۱۶ آذر، همزمان با روز دانشجو در ایران، حوالی بلوار ساحلی پل کابلی اهواز مفقود شد و جستجوی پدر و مادر برای یافتنش تا یک هفته نتیجه‌ای نداشت؛ و وقتی افرادی خود را به عنوان شاهد به آنها معرفی کرده و مدعی سقوط دخترشان در رود کارون شدند، چندین روز به همراه نزدیک به دویست تن از اعضای خانواده و طایفه خود به جستجو در رود کارون پرداختند اما اثری از دنیا فرهادی پیدا نکردند.[۱۲۷]

### ۲۵ دی
- در ادامه حمایت‌های مردمی از مولوی گرگیج، حامیان این روحانی اهل سنت از شامگاه یک‌شنبه، ۲۵ دی در مقابل خانه او تحصن و خیابان‌های منتهی به خانه وی را بستند.

### ۲۶ دی
- در پی قطعی ۵ روزه گاز در سرمای -۷ درجه تربت‌جام و ۷ روستای در تایباد، مردم تربت جام در مقابل فرمانداری و هلال احمر تجمع کردند و شعارهایی همچون (مسئول بی کفایت) سردادند؛ و برای گرفتن چراغ نفتی و لوازم گرمایشی به مرکز هلال احمر هجوم بردند. ویدیوهایی حضور نیروهای ضد شرورش، دستگیری و تیراندازی نیز دیده می‌شد.[۱۲۸]
- همزمان با جلسه بحث و ارائه دلایل اضافه شدن سپاه پاسداران در لیست گروه‌های تروریستی در اتحادیه اروپا، ایرانیان حاضر در فرانسه تجمع تاریخی در استراسبورگ برگزار کردند؛ رای‌گیری و نتیجه نهایی این جلسه پنجشنبه معلوم می‌شود.[۱۲۹][۱۳۰]
- شامگاه دوشنبه ۲۶ دی ۱۴۰۱، برج ایفل پاریس در حمایت از معترضان ایران با شعار زن_زندگی_آزادی تزئین شد. بر روی این برج در واکنش به اعدام معترضان از سوی نظام جمهوری اسلامی ایران، جمله «اعدام‌ها را متوقف کنید» هم نقش بست.

### ۲۷ دی
- مردم به فراخوان‌های همزمان کارکنان صنعت نفت و گاز ایران و فراخوان چهلم محسن شکاری در روز سه‌شنبه ۲۷ دی پیوستند.
- شواهد و ویدیوها حاکی از آن است که مأموران حکومتی و سرکوبگران در بهشت‌زهرای تهران مستقر شده بودند تا مانع از برگزاری مراسم چهلم محسن شکاری، معترض اعدام‌شده شوند و خانواده سنگ قبری که با هزار زحمت و ممانعت‌های حکومتی نصب کرده بودند شکسته می‌یابند. حتی دیده می‌شود که لباس شخصی‌ها مردمی که در قطعات نزدیکتر ایستاده بودند را دنبال و نظارت می‌کردند.[۱۳۱][۱۳۲]
- مردم مناطق مختلف تهران، کرج، مشهد و … شبانه به خیابان آمدند و شعارهایی علیه حکومت و علی خامنه‌ای سر دادند. در خیابان‌های ولیعصر، پونک، هفت حوضِ نارمک، آذربایجان، اقدسیه و … شعارهایی همچون: «مرگ بر دیکتاتور»، «مرگ بر حکومت اعدامی»، «محسن شکاری، شهید راه آزادی»، «تا آخوند کفن نشود، این وطن وطن نشود» و «امسال سال خونه، سید علی سرنگونه» سر داده شد.[۱۳۲]
- بنا بر رأی شعبه ۲۶ دادگاه انقلاب که به ریاست قاضی افشاری صادر شد، مژگان ایلانلو کارگردان و مستندساز به جرم «اجتماع و تبانی علیه امنیت کشور» به ۶ سال، «فعالیت تبلیغی علیه نظام» به ۱۵ ماه، «اخلال در نظم عمومی» به مدت ۱۵ ماه و برای «تشویق به اعمال منافی» به ۱۵ ماه حبس تعزیری و… در مجموع، ۱۰ سال زندان و ۷۴ ضربه شلاق محکوم شده‌است. وی به‌دلیل انتشار پست‌هایی، از جمله، «صرف غذا با طعم آزادی و تصاویری از اعتراضات» به این حکم محکوم شده‌است.[۱۳۳]

### ۲۹ دی
- تجمعات و اعتصابات سراسری همزمان با کنکور سراسری دور اول
- سپاه پاسداران در اتحادیه اروپا پنج‌شنبه ۲۹ دی / ۱۹ ژانویه با ۵۹۸ رای مثبت ۹ رای منفی ۳۱ رای ممتنع به‌عنوان گروه تروریستی در لیست گروه‌های تروریستی قرار گرفت و تا روز بعد قطعنامه‌ای در این‌باره از سوی اتحادیه اروپا به کشورها عضو اتحادیه صادر می‌شود؛ که تصویب شدن یا نشدن آن در روز دوشنبه۲۳ ژانویه توسط وزیران امور خارجه معلوم می‌شود[۱۳۴]
- شادی مردم مهاباد و سقز و… از تروریست خوانده شدن سپاه

### ۳۰ دی
- تجمعات و اعتصابات سراسری همزمان با کنکور سراسری دور اول
- حضور و اعتراضات مردم زاهدان در شانزدهمین هفته متوالی از جمعه خونین زاهدان[۱۳۵]
- کامیار فکور، خبرنگار و ترانه‌سرا و هنرمند، برای اجرا شدن حکم یک سال حبسش به زندان اوین منتقل شد. وی و همسرش در ماه آبان به دلیل شرکت در خیزش ۱۴۰۱ بازداشت شد و به دلیل تبلیغ علیه نظام و نیز اجتماع و تبانی به قصد برهم زدن امنیت ملی از طریق انجام فعالیت‌های هنری، به حکم دادگاه انقلاب اسلامی به حبس محکوم شد.[۱۳۶]
- مراسم چهلم آیدا رستمی، پزشک کشته شده، در «امامزاده عبدالله» گرگان برگزار شد. آیدا رستمی اهل تهران، پزشک مردم دوستی که به امداد رسانی به مجروحین در اعتراضات می‌پرداخت در ۲۱ آذر ۱۴۰۱ مفقود شد و جسد او یک روز بعد با ادعای «تصادف رانندگی» به خانواده‌اش تحویل داده شد. اما خانوادهٔ آثار شکنجه را روی بدن و صورت او را تأیید کردند. نیروهای امنیتی جمهوری اسلامی در این مراسم برادر وی و گروهی دیگر از مردم، را بازداشت کرده و با خود بردند.[۱۳۷]
- در مشهد نیروهای امنیتی هم‌زمان با چهلم مجیدرضا رهنورد، دومین معترض اعدام‌شده، مسیرهای منتهی به بهشت رضا را بسته و جو شدید امنیتی در نزدیکی مزار او ایجاد کردند. خانواده مجیدرضا رهنورد پس از بازداشت او، به‌دلیل حمله‌های مکرر نیروهای «لباس شخصی» و اعضای «بسیج محل» به منزلشان و و همچنین تزئیین دیوارهای خانه شان با عنواین مانند: «خانه قاتل و…» مجبور به ترک منزلشان شده بودند و امکان بازگشت به منزل خود را نیافته‌اند.[۱۳۷]

## کشته‌شدگان سرشناس
- ۴ دی: سها اعتباری
- ۵ دی: محمد مرادی
- ۱۰ دی:
  - برهان الیاسی
  - مهدی زارع اشکذری
- ۱۷ دی:
  - محمدمهدی کرمی
  - سید محمد حسینی